# 雙連長老教會
25°03′37″N 121°31′24″E / 25.060177°N 121.523203°E
台灣基督長老教會雙連教會，又稱雙連長老教會或雙連教會，位於台灣臺北市中山區中山北路二段111號，於日治時代1913年設立。最初為「牛埔庄講義所」，是提供外國宣教士聚會的場所；後來進而成立雙連教會，是臺北市較早建立的禮拜堂之一，隸屬台灣基督長老教會七星中會。

## 沿革
雙連教會附屬機構包括雙連視障關懷基金會、雙連安養中心、雙連幼稚園等等。其中雙連安養中心配合政府政策，拓展多元長照服務，並與產學界開創新的產學合作模式。立法委員李麗芬稱讚雙連安養中心為“台灣安養機構的楷模”。

## 事業機構
雙連教會事業機構龐大，除臺北市總會外，尚有：雙連幼兒園、雙連安養中心、雙連社福慈善事業基金會 等   。

### 雙連社福慈善基金會
位於新北市新莊區中央路51號。是一處以多功能、連續性的照顧服務機構。基地面寬17.4m，深72m，配合副都心都市計畫退縮防災通道、頂蓋型無遮掩人行道、鄰地間隔退縮後，形成狹長狀建築。規劃一樓為復健科診所，二、三樓為老人日間照顧中心、四樓為附設廚房及餐廳，提供社區及居家式照護服務中心（包含送餐、親臨訪視、電話問安、健康促進及居家照顧服務….等） 。

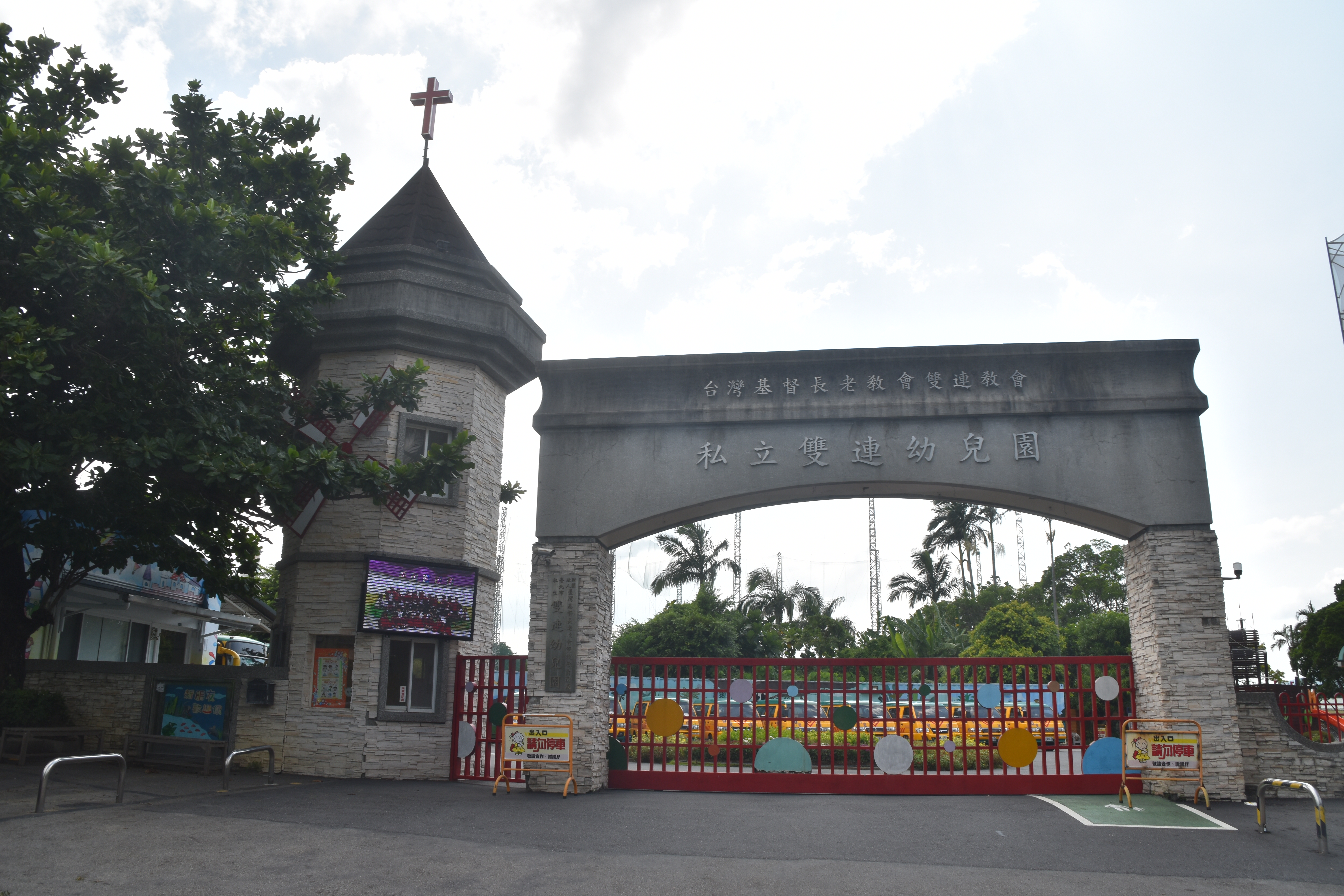
雙連幼兒園外觀。

二樓及三樓之露臺設置治療性花園並緊鄰每個照護單元，可提供觀賞、栽種、遊走功能。座椅可圍坐談話，花台設計顧及輪椅使用者，花台高度僅90cm且底下無設置遮蔽物，輪椅可推進花台下方並可動手種植花草，讓長者及輪椅族可從操作中有益療癒功效。四樓景觀庭院，配合落地窗設置，有效延伸良好用餐環境 。

### 雙連幼兒園

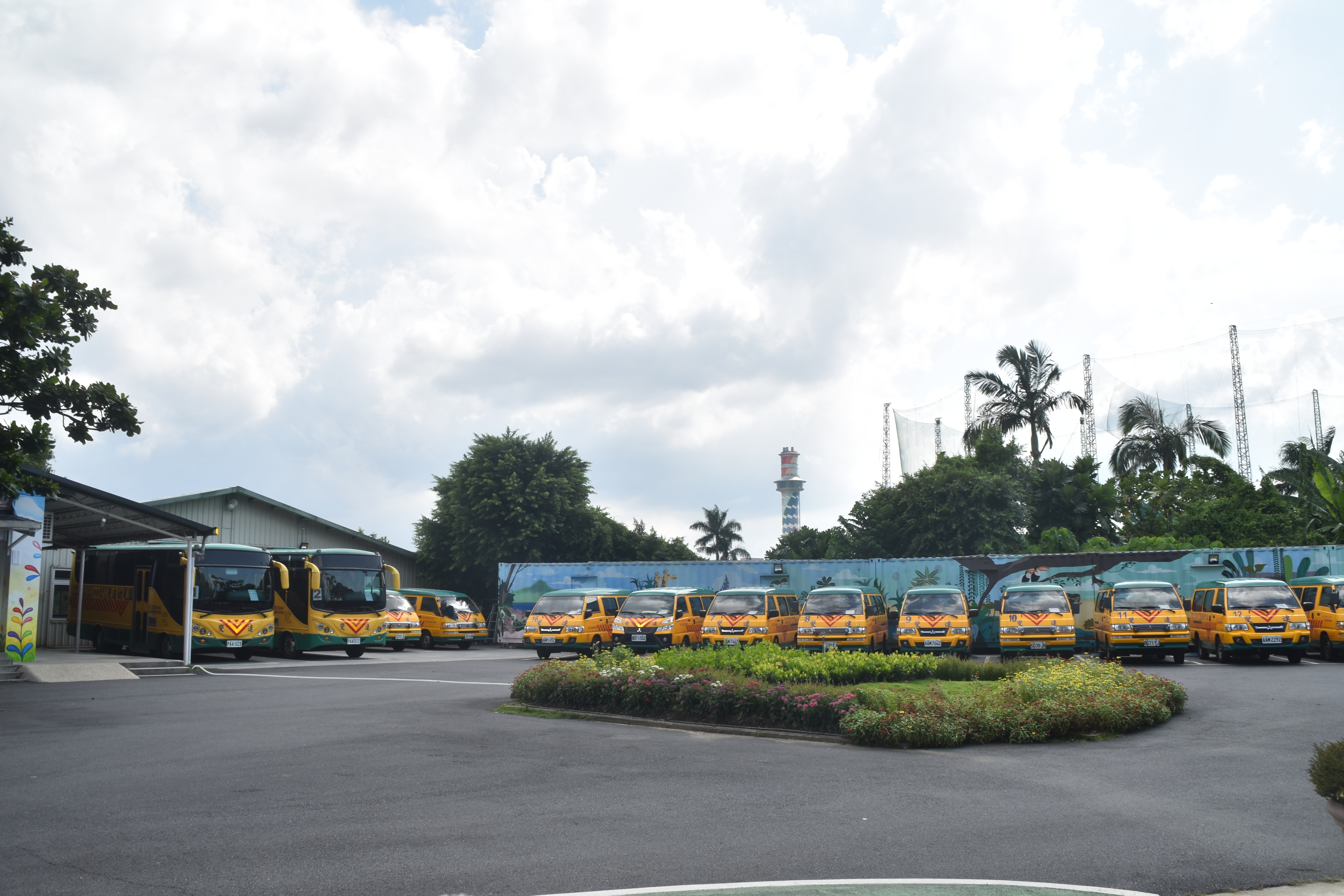
雙連幼兒園龐大的接送車隊。

地址：臺北市北投區承德路七段221號。1928年陳溪圳牧師創立雙連幼稚園於臺北市中山區中山北路二段111號，1958年於原址正式立案，1972年搬遷至臺北市北投區承德路七段221號。2012年配合馬英九政府幼托整合計畫，改制為雙連幼兒園，招收2歲以上兒童 。

### 雙連安養中心

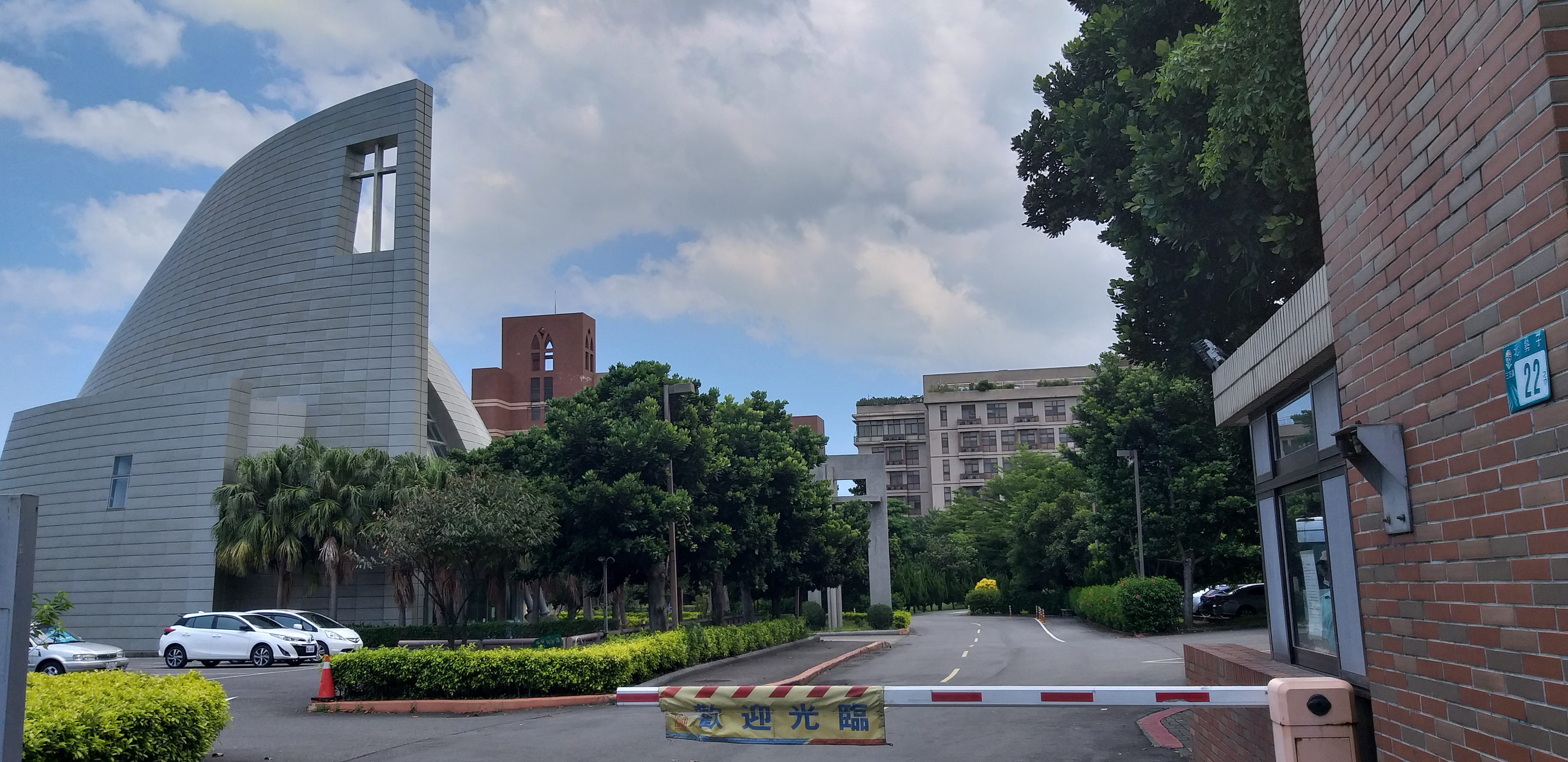
雙連安養中心建物，右起一期、二期、三期、教堂。

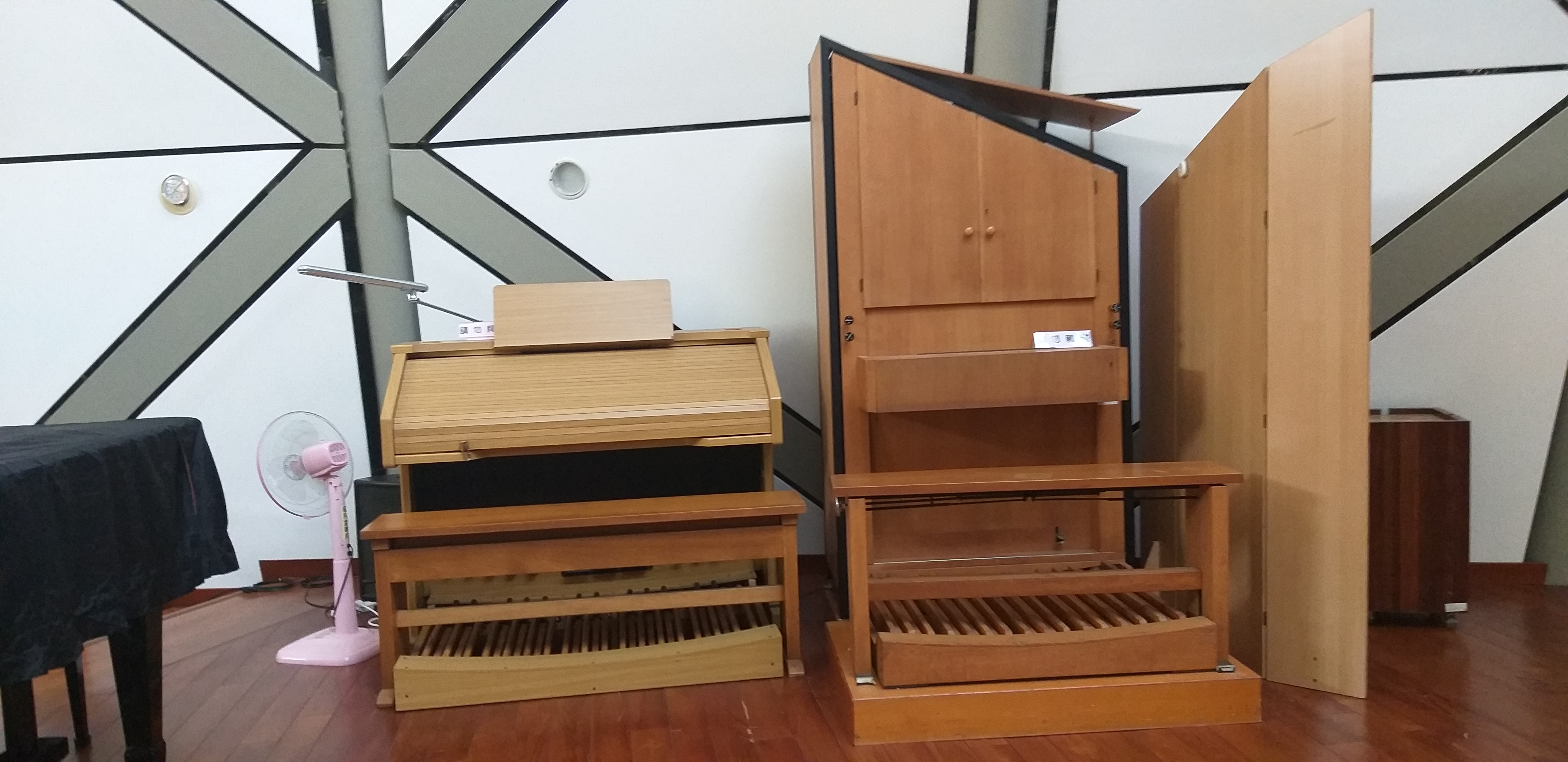
雙連安養中心教堂內的管風琴。

地址：新北市三芝區後厝里北勢子22-17號 。 1993年台灣邁入高齡化社會之際，雙連教會為了服務老人及宣教的使命，決定設立一處綜合性的社會福利園區，包含老人安養、養護、失智症照顧、禮拜堂、托兒所與社區關懷事工等。因此自2000年到2010年間，已逐一完成一處多層級連續性的老人安養中心、禮拜堂之興建及社區關懷照顧據點業務。禮拜堂已成為北海岸地區一個醒目之目標。除第一、二期、三期建築均已額滿，將興建的第四期將做為員工宿舍，期增添人員的安置，強化服務品質 。

#### 媒體報導
天下雜誌曾報導雙連安養中心為「台灣第一品牌」，有上千人搶著候補，吸引海內外參訪團不斷。雙連安養中心的多層級照護，從老化初期到生命最終，都有階段性照顧服務，長輩可以在此安心終老，不怕當老人球。雙連安養中心「好像大學校園」，室內天花板挑高，工作站特別低，坐輪椅的老人家一靠近就能和工作人員眼神相對。「不是老人家來找你，是你（指工作人員）找老人家，」。工作人員都是老人福利系畢業的學生。雙連為了培養長照人才，堅持不聘外籍看護工，大量引用相關科系學生，自行培訓，並提供加薪、升遷的管道。
雙連安養中心標榜「多層級、連續性長照服務模式」，在老人家身體健康還能自理時，以安養中心照顧；隨著老人家年齡漸長、功能衰退，就以養護、長期照顧與失智專區等不同層級照顧；甚至到生命最終，都有安寧療護。

## 服務團隊
由主任牧師 蔡政道領導下，並有薛淑玲 牧師、楊新造 牧師、梁唯真 牧師、彭榮道 牧師、伍炯豪 牧師、洪秀青 牧師、連振翔 牧師、魏健祥 牧師、廖惠如 牧師等。
另有英語牧區委員會、教社委員會、雙連視障關懷基金會  、成人牧區委員會、聖樂委員會、資訊傳播委員會、雙連社福慈善事業基金會、松年大學雙連分校 、社青牧區委員會、兒少牧區委員會、裝備委員會、牛埔庄講義所等 。
設有"西羅亞盲人詩班"，根據聖經中耶穌於西羅亞池醫治盲人重見光明的事蹟而命名，由視障會友組成，成立已三十年。於天韻主辦的「為耶穌歌唱」詩歌比賽中榮獲佳績。

## 禮拜及聚會
設有英語、台語、華語禮拜。在2019年，有1426名陪餐會員、265名未陪餐會員、220名不在會員。

### 雙連講座
為發揮更大的成效，也常邀請舉行雙連講座。歷年講座的主題包括「跨世紀上班族理財與心靈淨化的雙贏策略」、「社區文化之美分享2-古蹟」、「歐洲著名教堂巡禮」、「陳智雄烈士及泰源五烈士事蹟」、「認識肺腺癌」等等。
- 2001年10月31日，與臺北市中山區中山國民小學、臺北市立新興國民中學合辦校慶活動，演講「社區文化之美分享」。
- 2020年7月1日，舉辦「臺北囡仔臺語夏令營」，有超過50多位的小朋友參加了為期四日的夏令營，密集的用台語念繞口令、摺紙、唱詩歌和聽聖經故事。本項活動已是連續7年在雙連長老教會舉行。[11]

## 建築
雙連長老教會於1970年9月29日正式成立「雙連大樓興建委員會」，由二位牧師、三位長老及四位執事組成負責籌建事宜 。  
1971年4月11日舉行大樓破土典禮，施工共歷時608日曆天，工程之設計、監工徵聘林慶豐建築師事務所負責，工程施工由三元營造廠得標，1972年2月底全部完工，1973年3月3日舉行落成獻堂典禮。是11層樓鋼筋混凝土現代西式建築，有三排美觀的尖頂鑲彩色玻璃採光窗，當年台北高樓稀少成位社區地標。1至2樓出租彰化銀行營業，3至6樓租予各公司行號，7至11樓自用。10-11樓階梯式禮拜堂並架設管風琴，在當年是少有的設備

## 外部連結
- 臺灣基督長老教會雙連教會 （页面存档备份，存于）
- 雙連教會主日學 （页面存档备份，存于）
- 台灣基督長老教會七星中會 （页面存档备份，存于）
- 台灣基督長老教會-臺北旅遊網 （页面存档备份，存于）